# ハンドレページ ハンプデン
ハンドレページ ハンプデン
ハンプデン Mk. I
- 用途：爆撃機
- 製造者：ハンドレページ社
  -  イギリス（イギリス空軍）
  -  オーストラリア（オーストラリア空軍）
  -  カナダ（カナダ空軍）
  -  ニュージーランド（ニュージーランド空軍）
  -  スウェーデン（スウェーデン空軍）
- 初飛行：1936年6月21日
- 生産数：1,430機
- 運用開始：1938年
- 退役：1943年

ハンドレページ ハンプデン (Handley Page Hampden) は、第二次世界大戦初期のイギリス空軍で使用されたハンドレページ社製の爆撃機である。
なお日本語の文献では昔から「ハンプデン」とカタカナ表記されることが多いが、実際の発音は「ハムデン」である。

## 概要
ハムデンは1932年の仕様B.2/32に基づいて開発された爆撃機で、原型機は1936年6月に初飛行した。機首の形状を改めた量産第1号機は、1938年5月に初飛行している。
全金属性の双発機で、空気抵抗の軽減を狙った横幅の狭い胴体形状や外翼前縁のスラットなど、当時としては斬新な設計であった。そのため兵士からは「空飛ぶフライパン」と呼ばれた。

## 開発と運用
ハムデンは1932年の仕様B.2/32に基づいて開発された爆撃機で（同じ仕様でビッカース社において開発されたのがウェリントンである）、開発当初はH.P52と呼ばれていた。原型1号機は、1936年6月21日に初飛行した。ハムデンは全金属性の単葉双発機だったが、新鋭機らしく多くの新機軸が機体に盛り込まれていた。まず、機体は、空気抵抗の軽減を狙って横幅の狭いものにした。前部の平べったい部分に乗員を集め、そこから細長い柄のような胴体を伸ばし水平尾翼と垂直尾翼（双尾翼式になっていた）に繋げていた。この特異な機体形状から、「フライング・パン・ハンドル（空飛ぶフライパンの柄）」と呼ばれていた（また、「フライング・タドポール（空飛ぶオタマジャクシ）」とも呼ばれていた）。また、ウェリントンやホイットレイのように動力式銃座を装備しなかったが、そのため軽快な機体に仕上がっていた。この他、外翼前縁にハンドレ・ページ式スラットが取り付けられていて、400km/h以上から最低120km/hまでの広い速度範囲で活動が出来、当時生産開始されたブレニム軽爆撃機並みの速度性能を持っていた。
1936年8月に量産機180機が発注され、量産第1号機は1938年5月に初飛行した。第二次世界大戦開戦時には、8個の飛行隊がハムデンを装備していた。しかし、実戦で使用したところ機体の前後に集中配置されていた機銃の死角が多く敵戦闘機の攻撃を受けやすいことや、機内が狭すぎて長距離飛行をすると乗員の疲労がたまり、戦闘中に乗員が負傷した時に乗員の交代に支障をきたすこと、方向舵が小さく方向安定性に劣ることが判明した。これらのことから1939年の12月には昼間爆撃任務からは外され、後方の機銃を増強、操縦席の装甲の強化、消炎排気管の装備などの改良を施してドイツ本土に対する夜間爆撃任務に就くことになった。この任務では上々の戦果をあげ、1942年9月まで使用された。その後は、沿岸航空隊の雷撃機・爆撃機として活動を続け、北海のドイツ船団を相手に1943年半ばまで活躍した。その後、ボーファイターと交替した。
1942年までにハンドレ・ページ社の他イングリッシュ・エレクトリック社、またカナダでも少数機、合計1433機が生産され、うち半数近くを大戦中に喪失している。ごく少数の機体は、ソ連へ輸出されている。ほとんどがブリストル・ペガサス　エンジンを搭載したMK.1だったが、ライト・サイクロンエンジンを搭載したMK.2が1機だけ試作された。

## ヘレフォード
ハンプデンの機体に空冷H型24気筒のネピア・ダガー（1000hp）エンジンを搭載した型は「ヘレフォード」（Hereford）と呼ばれ、ショート＆ハーランド社で生産が行われた。1937年に初飛行し、合計100機生産された。性能的にはハンプデンと大差ないと見込まれ1940年から部隊配備されたが、エンジンの過熱問題で稼働率が低く実戦参加できず、生産機の全てが爆撃機の乗員訓練に利用された。

## 仕様
- 全長： 17.32 m
- 全幅： 21.08 m
- 全高： 4.55 m
- 翼面積： 63.9 m2
- 機体重量： 5,340 kg
- 全備重量： 8,500 kg

Handley Page Hampden

- エンジン： ブリストル・ペガサス18 空冷9気筒 965 hp×2
- 最大速度： 409 km/h
- 実用上限高度： 5,800 m
- 航続距離： 3,050 km
- 武装
  - 爆弾 1,800 kg
  - 7.7 mm機銃 ×6
- 乗員 4名

## 参考図書
航空情報編集部編「第二次大戦イギリス軍用機の全貌」1961年酣燈社刊(爆撃機執筆担当横森周信)